# والری آدامز
والری آدامز (انگلیسی: Valerie Adams؛ زادهٔ ۶ اکتبر ۱۹۸۴) ورزشکار دو و میدانی در رشتهٔ پرتاب وزنه اهل نیوزیلند است. او در دوران فعالیت حرفه‌ای خود توانسته ۴ بار قهرمان مسابقات جهانی، ۳ بار قهرمان مسابقات داخل سالن جهان، ۲ بار قهرمان المپیک و ۳ بار قهرمان مسابقات کشورهای مشترک‌المنافع شود و در مجموع برندهٔ ۱۴ مدال طلا، ۴ مدال نقره و ۱ مدال برنز شده‌است.
آدامز با ثبت بهترین پرتابش به مسافت ۲۱٬۲۴ متر، در حال حاضر دارندهٔ رکورد نیوزلند، اقیانوسیه، کشورهای مشترک‌المنافع، و رکورد معادل مسابقات قهرمانی جهان است.
او در بازی‌های المپیک تابستانی ۲۰۱۶ در شهر ریو دو ژانیروی برزیل توانست با پرتابی به مسافت ۲۰٫۴۲ متر پس از پرتاب‌گر آمریکایی، میشل کارتر، در ردهٔ دوم قرار گیرد و برندهٔ نشان نقره شود.
آدامز یکی از ۹ ورزشکار دو و میدانی است که در مسابقات قهرمانی جهان در سه سطح نوجوانان، جوانان و بزرگسالان قهرمان شده‌است (همراه با اوسین بولت، ورونیکا کمپبل-براون، ژاک فرایتاگ، یلنا ایسینبایوا، کرانی جیمز، یانا پیتمن، دنی ساموئلز و دیوید اشتورل). وی نخستین بانویی است که چهار مقام فردی پیاپی در دو و میدانی قهرمانی جهان را کسب کرده‌است.